# Ameisengrille

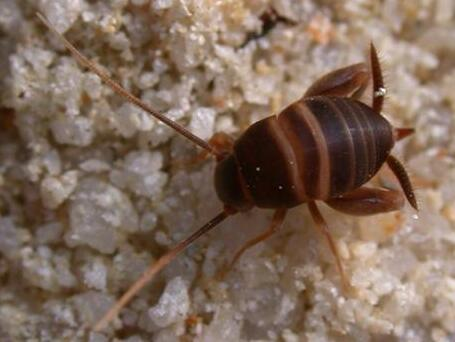
Ameisengrille (Myrmecophilus acervorum), ♀

Die Ameisengrille (Myrmecophilus acervorum) ist eine Langfühlerschrecke aus der Familie der Ameisengrillen (Myrmecophilidae). Sie lebt in Gesellschaft mit Ameisen. Die Art ist in Europa weit verbreitet. Auf Grund ihrer versteckten Lebensweise und geringen Größe sind Lebensweise und Verbreitung nur unzureichend untersucht.

## Merkmale
Ameisengrillen werden 2,5 bis 4 Millimeter lang und sind damit die kleinsten mitteleuropäischen Langfühlerschrecken. Sie haben einen elliptisch geformten, gedrungenen Körper, der dorsoventral etwas abgeflacht ist. Die Grundfarbe des Körpers ist hell- bis dunkelbraun, die Ränder von Pro- und Mesonotum am Thorax sind aber auffallend heller gefärbt. Flügel und Gehörorgane sind nicht ausgebildet, die Facettenaugen sind nicht voll entwickelt. Die Fühler sind relativ kurz und kräftig. Die Schenkel (Femora) der Hinterbeine sind stark verdickt. Die spindelförmigen Cerci stehen am Hinterleibsende rechtwinkelig zu beiden Seiten ab. Die Legeröhre (Ovipositor) ist kräftig gebaut. Männchen sind bislang nicht nachgewiesen. Die Art ist in Mitteleuropa unverwechselbar.
Von manchen Autoren wurden zwei Formen unterschieden, die sich in ihrer Größe unterscheiden; diese wurden zum Teil sogar als eigene Arten angesehen. Da die beiden Formen jedoch auch nebeneinander im selben Ameisennest auftreten und es dazwischen Übergangsformen gibt, kann auf Grund der fehlenden taxonomisch verwertbaren Unterschiede davon ausgegangen werden, dass eine solche Unterscheidung nicht gerechtfertigt ist.

## Vorkommen
Die genaue Verbreitung der Tiere ist auf Grund ihrer versteckten Lebensweise schlecht dokumentiert. Die Art kommt zumindest vom Norden Frankreichs über Luxemburg, Deutschland, Österreich, Polen, Ungarn, Tschechien, die Slowakei und Rumänien bis nach Russland vor. Aktuell breitet sich die Art an ihrer nordwestlichsten Verbreitungsgrenze stark aus, es ist eine Zunahme der Nachweise in Nordrhein-Westfalen zu verzeichnen und ein erster Nachweis aus den Niederlanden bekannt geworden. In Südeuropa und Nordafrika kommen weitere Arten der Gattung Myrmecophilus vor, die Myrmecophilus acervorum sehr ähneln. Die Tiere leben in verschiedenen Lebensräumen, wie etwa Parks und Wäldern, auf Magerrasen, in Kiesgruben, auf Industriebrachen und an Feldrainen, aber auch im Siedlungsgebiet. Man findet sie fast ausschließlich in Ameisennestern und nur selten abseits von diesen.

## Lebensweise
Die Ameisengrille lebt vergesellschaftet mit Ameisen. Es handelt sich um eine Inquiline, nicht jedoch um einen Parasiten, wie häufig in der Literatur angegeben. Über die Nahrungsaufnahme ist nur von wenigen Einzelbeobachtungen unter Laborbedingungen bekannt, vermutlich frisst sie in den Nestanlagen alles Verwertbare.
Bislang wurden sie, außer bei den Urameisen (Ponerinae), bei bodenbewohnenden Gattungen aller übrigen mitteleuropäischen Unterfamilien, wie etwa Myrmica, Tetramorium, Tapinoma, Formica oder Lasius nachgewiesen; wobei die kleinen Grillen bereits bei über 20 unterschiedlichen Ameisenarten gefunden wurden. Um nicht als artfremd erkannt zu werden, suchen Ameisengrillen zunächst wiederholt den Kontakt zu den Arbeiterinnen, um dabei den spezifischen Geruch des Ameisenstammes aufzunehmen. Sie sind dazu in der Lage, diesen individuellen Duft synthetisch zu kopieren, sodass sie (nach etwa einer Woche) von den Wirtsameisen als vermeintliche Artgenossen akzeptiert werden.
Bei Versuchen wurde festgestellt, dass sie sich sehr zurückhaltend verhalten und bei Berührung mit Ameisen sehr schnell ausweichen, wenn man sie in ein fremdes Nest setzt.

## Fortpflanzung
Die Tiere besitzen weder Stridulations- noch Hörorgane und geben keine Laute von sich. Man geht davon aus, dass sich die Art, anders als die übrigen Vertreter der Gattung, ausschließlich parthenogenetisch vermehrt, da bislang noch keine männlichen Ameisengrillen gefunden wurden. Die Eier werden einzeln abgelegt, wobei zumindest 24 Stunden zwischen zwei Eiablagen liegen. Die Entwicklung bis zum adulten Insekt benötigt zwei Jahre. Man findet die Imagines von April bis Oktober, vermutlich überwintern sie auch.

## Gefährdung und Schutz
Die Lebensweise, Verbreitung und die Habitatansprüche der Ameisengrille sind nur unzureichend erforscht. Da die Art unspezifische Lebensräume annimmt und ungefährdete Ameisenarten nutzt, häufiger sogar als Kulturfolger in Gärten und auf Industriebrachen auftritt, muss nicht von einer Gefährdung ausgegangen werden. In Deutschland wird die Art in der Roten Liste in Kategorie „D“, „Datenlage defizitär“ eingestuft.